# Josip Skoko
Josip Skoko (Mount Gambier, Dél-Ausztrália, 1975. december 10. –)  ausztrál labdarúgó, jelenleg a Wigan játékosa.